# Rupt (toponyme)
| Toponymes très usités du Massif Vosgien |                        |
| Langue romane                           | Langue germanique      |
| -rupt, Rupt                             | -bach, Bach            |
| Variantes :                             | Variantes :            |
| Ru, Rus, Rui                            | -pach, -bache, Baechle |

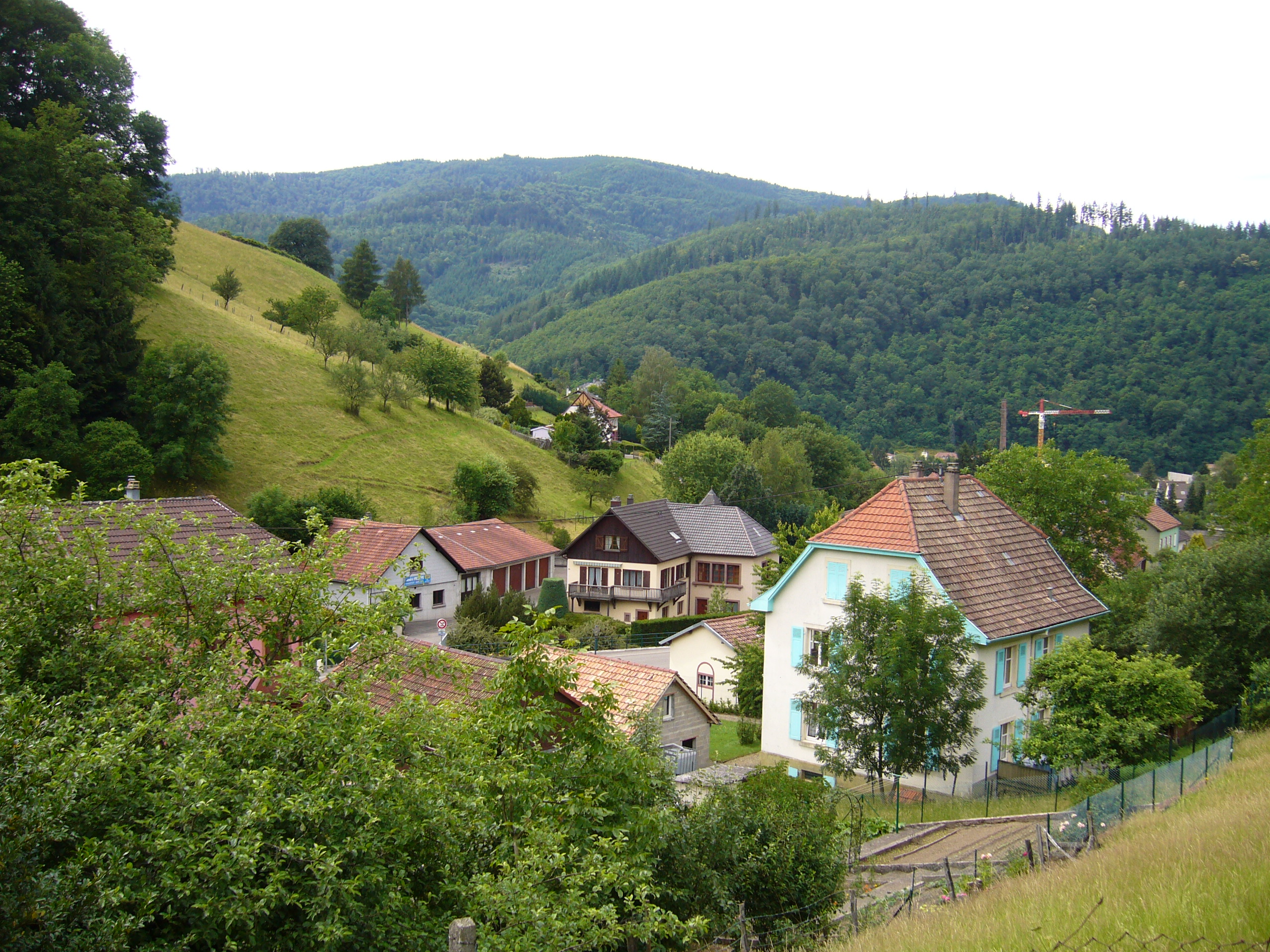
Fertrupt (68).

L’appellatif toponymique et hydronymique Rupt et –rupt (prononcé [ʁy]) désigne à l'origine un cours d'eau, un ru ou un ruisseau. Il est répandu en Lorraine et en Alsace, particulièrement dans le massif des Vosges où la plupart des cours d’eau du Nord-Est prennent leur source. L'appellatif provient sans doute du welche (un dialecte montagnard roman parlé en Alsace). Contrairement à quelques autres toponymes vosgiens, ce terme ne se retrouve pas, du moins sous cette forme spécifique, dans les régions alpines avec lesquelles l'Alsace et la Lorraine méridionale partagent pourtant un relief montagnard similaire.

## Origine, graphie et forme patoise du terme

### Description
En patois vosgien, la terminaison toponymique -rupt, ainsi que l'appellatif correspondant Rupt, employé de manière autonome, se prononcent [ri] (ri) ou [ry] (ru). La graphie rupt avec pt ne correspond donc pas à une transcription de la prononciation locale. Comme certaines hautes vallées d'Alsace parlaient un dialecte vosgien ou welche, on retrouve également des -rupt et Rupt dans les départements du Bas-Rhin et du Haut-Rhin. On en note aussi de rares exemples dans les régions voisines surtout employés de manière autonome Rupt (Champagne-Ardenne) ou avec un déterminant complémentaire comme dans Rupt-sur-Saône (Franche-Comté). Hormis le caractère spécifique de la graphie Rupt dans l'est, on retrouve cet élément sous d'autres formes (graphie, phonétique) employé de manière autonome dans d'autres régions de la France d’oïl (voire d'oc), comme Rieux, la plus fréquente, mais encore Rioux, Ruau, Rué et Rui.
Cependant, le caractère spécifique des rupt lorrains (et alsacien) tient moins à sa graphie qu'à sa fréquence et à son emploi en tant que second élément d'un composé toponymique sous la forme -rupt, comme dans Demrupt, Ferdrupt ou Villerupt. Le premier élément est un anthroponyme germanique, plus rarement un adjectif roman (Grandrupt ou Belrupt)
Dans les archives mentionnant les noms de lieux actuellement en -rupt ou du type Rupt, Rupt-, seules les graphies suivantes sont utilisées antérieurement au XVe siècle :
- Ru, -ru
- Rui, -rui
- Rus, -rus
- Rux, -rux
- Ry, -ry

Les formes francoprovençales ou Suisse romandes Riva, Rivolet, Rivaz, Rive, Russille, Russel, Russon ou Russalet sont inconnues dans le massif vosgien, car il est situé dans l'aire d'extension de la langue d'oïl.

### Étymologie

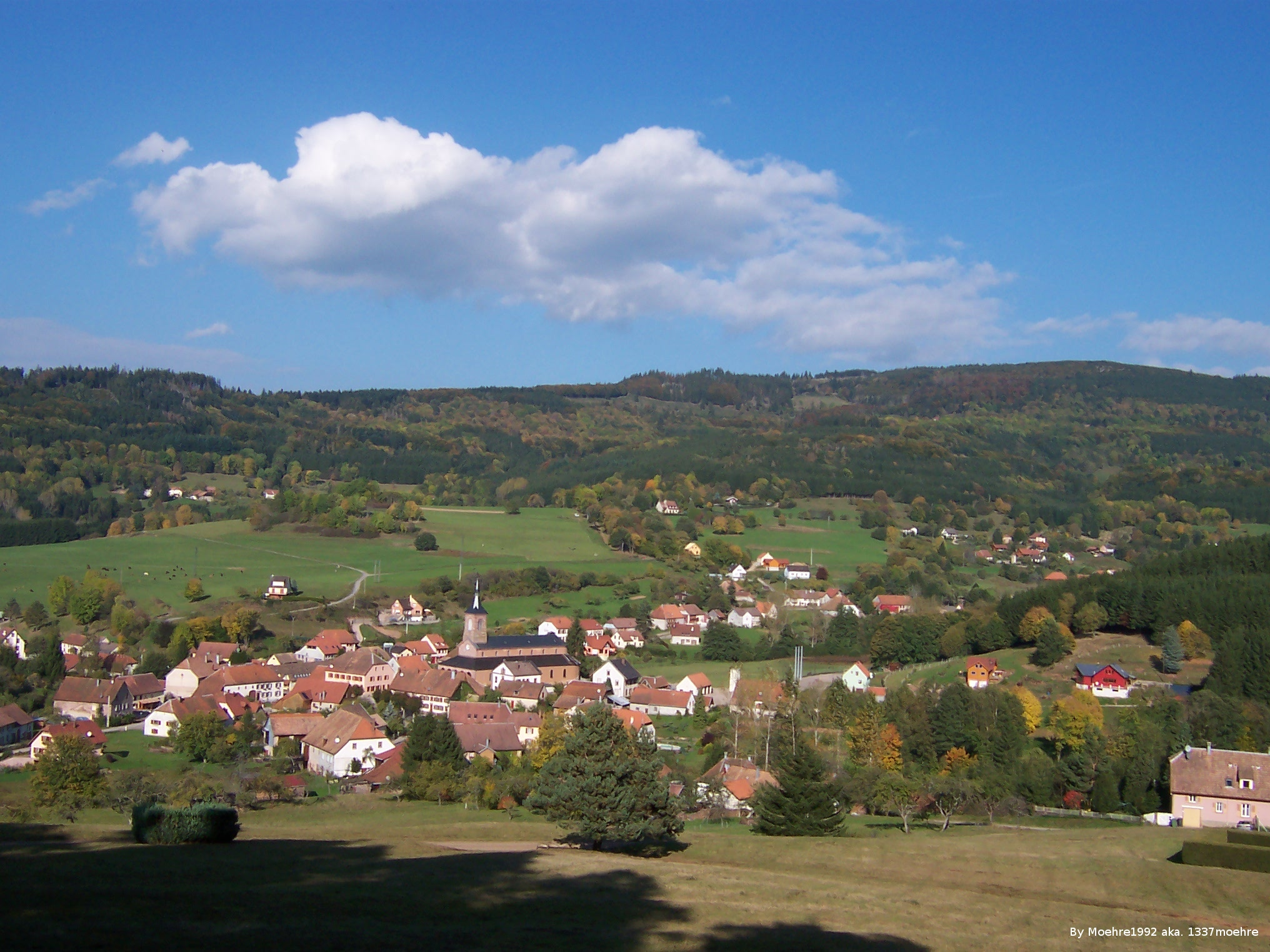
Ranrupt (67).

Les lexicographes et les toponymistes Auguste Longnon, Auguste Vincent, Albert Dauzat, Charles Rostaing, Ernest Nègre, Gérard Taverdet ont expliqué les toponymes en -rupt et en Rupt par le français ru « ruisseau », issu du latin rivus,,,,. Des constats d'ordre philologique et linguistique les ont amené à cette conclusion.
Le mot ruisseau s’est substitué en français moderne au terme plus ancien de  ru. Le terme ru est considéré comme vieilli en français, mais est encore vivace dans les dialectes. Il est mentionné pour la première fois en 1165 (ou vers 1160) comme nom commun sous la forme riu, puis ru vers 1173. Il a pour variante rio(t) (centre) et rupt (Lorraine). 
Des sources émanants de forestiers, de géographes ou d'historiens ont vu dans le latin classique rumpĕre, rumpo, dont le supin est précisément ruptus, l'étymon probable des toponymes en Rupt / -rupt, car ce verbe avait le sens de « rompre ». Puis par extension celui « séparer fendre ouvrir (une montagne) », « frayer un passage, une route », « faire jaillir une source », d'où éventuellement ruptus au sens d'« essart ».
Or, les mentions médiévales des toponymes actuellement terminés par l'élément -rupt, ne comportent jamais de graphie avec -(p)t ou de latinisation en (-)ruptus, mais bien en (-)rivus. Ce sont précisément celles sur lesquelles travaillent les toponymistes. Ils constatent que la graphie -pt n'est jamais utilisée avant le XVe – XVIIe siècle. On sait par ailleurs que les consonnes en position finale absolue étaient prononcées en ancien français, ainsi rou(p)t se disait [rut] (tandis que route se disait [rutə]). Cela montre que dès les premières attestations, on prononçait déjà [ry] ou [ryi] (parfois également [rys] ou [ryis]) vocable qui signifie « ruisseau », -pt n'est qu'une graphie savante motivée par un rapprochement étymologique erroné avec la racine latine rupt- et qui s'est généralisée par la suite. Les exemples suivants pris au hasard en témoignent, :
- Vosges
  - Belrupt: de Bello Rivo en 1182 (Doc. Vosg., X, 140, forme latinisée), J. de Belru en 1213 (Doc. Vosg., X, 175), Belrui, 1241 (AD Meuse, B 256, f. 40v), Beau Ru, Beru en 1272 (AD Vosges, viii H 21), Bealrui en 1290 (AD Meurthe-et-Moselle, B 574, n° 18), Beilruy en 1299 et 1315 (AD Vosges, xvi H 1, p. 733 ; AD Meurthe-et-Moselle, B 641, n° 11), Belrup, 1444 (AD Meurthe-et-Moselle, B 641, n° 25). Le p graphique apparaît pour la première fois en 1444, mais pas de manière définitive puisqu'on trouve encore Le Belruy en 1502 (Doc. Vosg., III, 224), puis une succession de formes en s ou z, avant l'apparition pour la première fois de Belurupt en 1570 (AD Vosges, G 20), mais là encore pt n'est pas définitif[13].
  - Demrupt: Sur lou ru de Dameri les Frotirialz  au XIVe siècle,  Dembruz vers 1590, Demeruz en 1594, Demprus en 1609, Demmeruz en 1626, Domery en 1656, Damptrud en 1711, Demrupt, Village-de-Demrupt en 1887[13].
  - Ferdrupt: Ferdru en 1416 (Paris BnF (Mss.) : NAF 1286, f. 51), Fedru en 1436 (Paris BnF (Mss.) : NAF 1287, f. 156), Ferderuz vers 1590 (AD Meurthe-et-Moselle, B 2501, f. 9v), Ferdruz en 1594 (Alix, nos 762 et 841), Fedruz en 1656 (Sanson, Vosges), Ferdrupt en 1682 (AD Doubs, B 3224). On constate une apparition encore plus tardive de la graphie pt[14].
  - Jussarupt: Joixaruy de la parroche de Champz en 1432 (Paris BnF (Mss.) : NAF 1287, f. 45), Jussalru en 1519 (AD Meurthe-et-Moselle, B 500, n° 19), Jussaruy en 1572 (AD Meurthe-et-Moselle, B 598, n° 17),  Jussaruz en 1580 (AD Vosges, G 2408), Jussarupt en 1620 (AD Meurthe-et-Moselle, B 598, n° 41), Joichery et Juxarup en 1656 (Sanson, Vosges), Juxaruz en 1683 (Doc. Vosg., IX, 137), Juxta Rupem en 1768 (pouillé Chatrian, p. 426)[15],[5]. On notera la latinisation fantaisiste d'après une vague ressemblance avec la forme déjà altérée Juxarup, devenu Juxta Rupem « à côté de la pierre ».
  - Julienrupt: Julliarux en 1593 (AD Meurthe-et-Moselle, B 2510, f. 18), Julienrupt, grange, finage d'Ensan la Ville en 1711 (Paris BnF (Mss.) : Français 11806, p. 165)[13].
  - Xarupt (Le):  Saxaru en 1242 (AD Vosges, ii H 56).
  - Xamontarupt: Chamontarus, Chamontaruz en 1493 (AD Meurthe-et-Moselle, B 2438, f. 5), Chamontarux en 1631 (Paris AN, Q/1/1623), Charmontaruz, 1656 (Sanson, Vosges). La seigneurie des Arrentez comprent Chamontarupt, la Hutte, Fainjeanney, Demengechamp, La Roche et quelques autres, 1704 (AD Meurthe-et-Moselle, B 292, p. 44), Chamontaru en 1768 (pouillé Chatrian, p. 411)[16],[17].
  - Xoarupt: [Demoingas de] Xavarrui en 1302 (AD Vosges, G 2019), Xevairruy du parrochage de Ramonchamp en 1421 (Paris BnF (Mss.) : NAF 1286, f. 97), Suaruy, Suarruy en 1433 (Paris BnF (Mss.) : NAF 1287, f. 67v et 72v), Xevairuis, Xevairuy en 1437 (Paris BnF (Mss.) : NAF 1286, f. 180v), La seye Xavairuy, seant audit ban de Longchamps en 1493 (AD Meurthe-et-Moselle, B 2438, f. 29 v°), Xouaruz vers 1590 (AD Meurthe-et-Moselle, B 2501, f. 10), Xuarux en 1593 (AD Meurthe-et-Moselle, B 2510, f. 21), Xuaurupt 1708 (AD Meurthe-et-Moselle, B 117232, v° Lonchamps)[18].
  - Xonrupt: A Xonrux, au Xonrux en 1593 (AD Meurthe-et-Moselle, B 2510, f. 11 et 33), Xonrup en 1670 (AD Vosges, G 1144), A Xonrupt en 1777 (Paris AN : Q/1/1633)[19].
- Autres départements
  - Belrupt-en-Verdunois (Meuse): Belrui en 1269[2]
  - Genrupt (Haute-Marne): Jairivus au XIe siècle (à lire peut-être *Jainrivus[5]), [apud] Genru en 1176, Jaenru en 1191, Jenru en 1224, Jamru en 1231 ; Janrui en 1276, Genrupt en 1592[20].
  - Ramerupt (Aube): Ramerut en 1031 (forme et date douteuses), Ramerivus en 1100, Rammerru en 1155[5]
  - Ramrupt (Bas-Rhin): Rognesbach en 1220, Ramru en 1261[5]
  - Saussenrupt (Meurthe-et-Moselle): [Alodium de] Sauseru en 1163,   Sausserus vers 1189[20]
  - Saurupt (Meurthe-et-Moselle): Soiruy en 1312, Soirui-davant-Nancey en 1366, Soiru en 1490, Sorroy en 1532, Bois de Solru en 1548, Saulruy en 1553, Solruys, Sorux, Solrux en 1574, Sorup en 1577, Xaulru en 1592, Soru en 1600, Solrup-lès-Nancy en 1618, Solrupt en 1782.
  - Villerupt (Meurthe-et-Moselle): Viluirue en 1287, Villereux en 1573, Willeront au XVIIIe siècle, Ville-Rupt en 1749[21].

Ensuite, si le participe passé rou(p)t du verbe rompre, issu du latin ruptus, est bien attesté en ancien français (et jusqu'au XVIe siècle dans les mathématiques dans l'expression nombre roupt « fraction »), il est resté d'un emploi limité, contrairement à *rumptu > rompu, forme qui s'est alignée de manière analogique sur la forme infinitive rumpere « rompre ». De plus, il n'existe pas de trace d'une possible utilisation de ce terme comme substantif au sens d'« essart » en latin médiéval.
Enfin, l'étymologie par le latin ruptus n'est guère soutenable d'un point de vue phonétique, c'est pourquoi elle n'est pas prise en compte par les linguistes et les toponymistes. En effet, ruptus a abouti à rou(p)t [ru], mais n'a pas abouti à rupt [ry]. Les différents produits du radical latin rupt- en français en témoignent d'ailleurs, à savoir : route, issu du latin rupta (via) « voie rompue, frayée » et les formes anciennes du mot rupture dont l'orthographe et la prononciation actuelle datent du XIVe siècle, car il s'agit d'un emprunt savant au latin, alors que l'ancien français et le moyen français présentent des formes régulières (populaires) et semi-savantes roture « déchirure »  (XIIe siècle) ; routure « hernie » (XIIIe siècle) ; ropture « non-respect, transgression (d'une ordonnance) » (XVe siècle) ; roupture « fracture, brèche » (XVIe siècle). En effet, le groupe -upt- [upt] du latin rupt- abouti régulièrement à -ott- [ɔt] (puis -out- [ut] en français moderne) en langue d'oïl, rarement à -upt- [ypt] (u [y] en français), comme pour le latin crupta (cf. le français crypte du latin et du grec) qui a donné l'ancien français (resté dans les dialectes) croutte et crotte « grotte » (grotte est une variante), d'où les toponymes Crouttes-sur-Marne, La Cropte (Mayenne, La Crotte 1567). Par conséquent, la forme attendue issue du latin populaire ruptu devrait se retrouver régulièrement dans les attestations anciennes dans noms terminés par -rupt ou du type Rupt, à savoir *-ro(t) / *-rou(t) et Ro(t) / *Rou(t), comme dans les Rots (écart de la commune de Ventron et écart de la commune du Ménil) et aux Rots-du-Sage (écart de la commune de Cornimont), comme dans le dérivé Rupticiu qui a donné les toponymes (les) Routi(l)s (Eure, Manche, Oise) et les Rotis (Yveline, Ille-et-Vilaine, Mayenne, Sarthe, Loire-Atlantique, Loir-et-Cher, Maine-et-Loire). Il existe cependant une variante rare de l'ancien français rout, route « rompu, rompue », à savoir un ancien français rut, rute « rompu, rompue », mais son sens toponymique précis est obscur. On le rencontre dans la Grange du Rut, ruines (Hauteville-Lompnes, Bugey, Ain, Rut sur la Carte de Cassini); Chemin des Ruts (Izenave, Haut-Bugey, Ain), dans une autre aire dialectale.

## Frontière linguistique roman / germanique
Traversé par la frontière linguistique séparant la langue romane de la langue germanique, le massif vosgien se caractérise par la présence d'appellatifs bilingues suivant qu’on est du côté lorrain ou du côté alsacien.
 Rupt a pour correspondant Bach dans la zone de diffusion de la toponymie germanique. Les deux termes présentent une très forte occurrence dans le massif vosgien car les précipitations annuelles y sont très élevées, notamment sur les crêtes sommitales. C'est d'autant plus vrai pour le terme Bach qui traduit également le composant toponymique Goutte encore plus usité dans les Vosges que Rupt.
L 'équivalence parfaite entre les deux déterminatifs toponymiques pour les régions où se côtoient les patois vosgien et alsacien se remarque encore mieux : Fertrupt et Fortelbach désignent par exemple le même lieu-dit suivant que l'on est francophone ou germanophone. On peut citer aussi Ranrupt / Roggensbach dans le Bas-Rhin.

La frontière linguistique roman-germanique a fluctué à époque ancienne, de plus on trouvait au Haut Moyen Âge, voire à la fin de l'antiquité, comme ailleurs au nord de la France, des îlots de parler germanique au milieu de territoires, dont la langue était principalement le bas latin.

Ainsi note-t-on à Saint-Dié-des-Vosges, Robache, hameau qui doit son nom au ruisseau éponyme le Robache, mentionné peut-être au Xe siècle, sous la forme latinisée Raurobacco, Xe siècle ? (faux priv. de Numérien : Bull. Soc. philom. vosg., 1925, p. 204). Si cette forme est juste le premier élément est le haut allemand raura « sorte de roseau » (allemand Rohr « tuyau », Schilfrohr « sorte de roseau »). Raura est déjà caractéristique du rhotacisme du haut allemand, devenu rōr, le mot germanique initial étant *rauza-, *rausa- qui a donné par l'intermédiaire du vieux bas francique, l'ancien français ros « roseau », diminutif rosel > roseau. Le village est mentionné au XIe siècle sous la forme Robach. Dans cette perspective, il s'agit d'un équivalent des toponymes lorrains, alsaciens et allemands Rorbach et Rohrbach.

Si la forme du Xe siècle est juste, cet hydronyme est postérieur à la formation hydronymique le Robert, affluent de droite de la Gitte, communes de Circourt, de Derbamont, de Vaubexy, de Bazegney et de Racécourt, plus à l'ouest, attestée sous les formes Le wez de Roubey, 1287 (Doc. Vosg., X, 285), Le viés cours de Robay, 1303 (arch. de Meurthe-et-Moselle, G 274). Même si les attestations sont plus récentes, l'hydronyme est au contraire plus ancien que le précédent, car le germanique *baki- (> bach) a subi l'évolution phonétique du gallo-roman, c'est-à-dire -bay, -bey. C'est le même mot qui explique la plupart terminaisons hydronymiques et toponymiques en -bais, -baix, -bez, -bise de la Mayenne jusqu'à la Belgique. Ainsi le type toponymique *Rauzbaki- « ruisseau aux roseaux » qui explique le Robert est représenté également par Roubaix, Rebais, Rebaix, Rebets, etc. Le terme wez est du dialecte (bas-lorrain, champenois, picard, wallon, ancien normand) pour gué.

Signe encore d'un recul tardif du germanique, Hurbache est mentionné sous les formes Bannum de Hurbach en 1187 et Bannum de Hurbachio en 1209. Le Rambac ou Rambas au Valtin (Rambach 1189), située plus à l'est, est une forme encore plus récemment francisée, située à peu près à la même longitude que Wisembach (30 km au sud). Autre exemple : le Rotabac à la Bresse  (Rotenbach en 1579, Rotembach en 1582, Rottebach en 1656, Rotebach en 1727) est un équivalent du Rothenbach alsacien (Munster, Rotenbachwasen en 1550, Rotabac, Die First von Rotabach).

Wisembach est aussi un toponyme en *baki- peut-être regermanisé par la suite et dont l'élément -bach s'est aussi confondu avec -berg « montagne », comme le montrent les formes anciennes : Ulricus de Wesembeg en 1180 (arch. des Vosges, G 566) ; Wisembach en 1250 (Rappoltst. Urk., I, 85);  Wizembeiche en 1290 (Rappoltst. Urk., I, 138); Wyzemberche en 1290 (arch. de la Meuse, B 256, fol. 4) ; Albus Rivus en 1313 (arch. de Meurthe-et-Moselle, B 700, n° 10); Wyzembach en 1361 (arch. des Vosges, G 404); Ecclesiam de Vyzembacho en 1362 (arch. des Vosges, G 808 ); Wiscemberch en 1364 (Bibl. nat., ms. nouv. acq. lat. 2548, n° 96).

## Liste des toponymes en–ruptet de typeRupt

### Alsace

#### Bas-Rhin
- Vallée de la Bruche 
  - Frèconrupt
  - Tifanrupt
- Vallée de la Climontaine
  - Ranrupt (voir ci-dessus)

#### Haut-Rhin
- Vallée de la Lièpvrette 
  - Fertrupt
  - Fenarupt
  - Frarupt

### Champagne-Ardenne

#### Aube
- Ramerupt (voir ci-dessus)

#### Haute-Marne
- Genrupt (voir ci-dessus)
- Rupt (Rivus 854[30])

#### Marne
- Maurupt-le-Montois (Malru en 1174[30], Malus Rivus en 1179[30])
- Scrupt
- Heitz le Maurupt

### Franche-Comté

#### Haute-Saône
- Rupt-sur-Saône (Rupt 1397[30])
- Vy-lès-Rupt

### Lorraine

#### Vosges
- Bluchonrupt (Ruisseau de), affluent de droite du Vair
- Ban-de-Laveline
  - Lauterupt (Laltrerui 1368; Lautru 1650[31])
  - Québrux (le)
- Vallée de la Fave
  - Bérupt, Nayemont-les-Fosses.
- Vallée de la Moselle
  - Basse-de-Vérupt, Pouxeux
  - Demrupt
  - Ferdrupt (voir ci-dessus)
  - Laurupt, (Rupt-sur-Moselle, Laury 1711[31])
  - Xoarupt (voir ci-dessus)
  - Rupt-sur-Moselle (Ruz 1302[30])
- Vallée de la Moselotte
  - Bagnerupt, Vagney
- Vallée du Rupt 
  - Basse-sur-le-Rupt
- Vallée du Menaurupt
  - Menaurupt (ruisseau et hameau)
- Vallée de la Cleurie
  - Julienrupt (voir ci-dessus)
  - Les Bas-Rupts[32] (commune de Gérardmer)
  - Les Hauts-Rupts[32] (commune de Gérardmer)
  - Le Noir-Rupt[32] (commune de Gérardmer)
- Vallée du Tholy
  - Noir-Rupt
- Vallée de la Vologne
  - Le Grandrupt, Bruyères[33]
  - Le Haut-du-Rupt [32] (commune de Bruyères)
  - Xonrupt-Longemer (voir ci-dessus)
  - Jussarupt (voir ci-dessus)
- Vallée du Barba
  - Xamontarupt (voir ci-dessus)
- Vallée de la Meurthe
  - Clairupt
  - Habeaurupt
  - Grand-Rupt
  - Foucharupt (Foulcharu 1524, Fouxarux 1578, Fouscharux 1580, Foucharupt 1707[34])
  - Grandrupt (Grantru 1282[30])
  - Pair-et-Grandrupt (Grant Ruy 1334[30])
  - Bestru
- Vallée du Rabodeau
  - Vallon du Ru
  - Grandrupt
  - Perhurupt
- Vallée de la Plaine
  - Le Taurupt
- Vallée de la Saône (pays de la Vôge)
  - Belrupt (voir ci-dessus)
  - Rupt-sur-Saône (voir Haute-Saône)
- Bonrupt (Le), ruisseau, affluent de droite du Madon,

#### Moselle
- Vallée du Châtillon
  - Saussenrupt (voir ci-dessus)
- Vallée de la Sarre
  - Le Sarrupt
  - Le Blanc Rupt (la Sarre blanche)

#### Meurthe-et-Moselle
- Art-sur-Meurthe
  - Rupt du Mandre

- Vallée de la Meurthe
  - Le Saulrupt
- Vallée du Sanon (54)
  - Pré-sous-le-Rupt, ruisseau
- Vallée de l'Alzette
  - Villerupt

#### Meuse
- Vallée de la Meuse
  - Belrupt
- Rupt-aux-Nonains ([monasterium] Rivi ad Nonas 1136[30])
- Rupt-en-Woëvre (Ru 1100[30])
- Rupt-sur-Othain (Ru 1243[30])
- Rupt-devant-Saint-Mihiel (Ruht 1213[30])

## L'essart dans la toponymie des Vosges
Hormis Fraize (voir Fraize qui pourrait avoir ce sens), la notion d'essart est généralement rendue par l'appellatif -sart, comme en témoigne L’Avrinsart (Vosges, Épinal, Averinsart, 1161). En cela, la toponymie lorraine ne présente aucune différence avec la toponymie du nord de la France et de la Belgique (forme en -sart et Sart), cependant sa graphie est le plus souvent différente, à savoir -xard, Xard :
- Bois du Ramanxard (Le Val-d'Ajol)
- Rebuxard (Éloyes, Rebuexart, 1435)
- Relanxard (Vagney, A Relienchart, 1604)
- Lambiaxard (Dommartin-lès-Remiremont)
- Au Hoxard (Éloyes)
- Haut-Xard (Le) (Saulxures-sur-Moselotte)
- Grand-Xard (Le) (Vagney)
- Libauxaire (Liebalxart, 1433)